# 我が良き友よ
「我が良き友よ」（わがよきともよ）は、1975年2月5日にかまやつひろしが発表したシングル・レコードである。発売元は東芝EMI。規格品番：ETP-20098。

## 解説
かまやつひろしの代表曲であり、前年にシングル「シンシア」を連名で発表した吉田拓郎（当時はよしだたくろう）から提供を受け、大ヒットした。かまやつのキャリアでは唯一のオリコン月間・週間チャート1位獲得曲であり、1975年度オリコンシングル年間チャートで9位を記録した。シングルの累計売上は90万枚。
1991年頃、アサヒビールのビール「Z」でインストルメンタルが使われた。

### 制作経緯
かまやつは、拓郎たちフォークシンガーの溜まり場だった原宿「ペニーレーン」や、六本木の飲み屋などで、拓郎とよく顔を合わせていて、ヘンな色気があったわけではなく、自分とは全く違う音楽をやっている人間に興味があり、年下ながらオーラを発する拓郎に接近し、意気投合した。かまやつは「僕は30歳ぐらいまでお酒ほとんど飲めなかったんですけど、拓郎さんから出会ってからもう吐くまで飲まされて一番弟子ですね。二番弟子が井上陽水さんなんですれどね。1年ぐらい吐きまくって成長したっていうか、もう一つ教わったのは喧嘩の仕方です」などと述べている。拓郎はこれを若干否定し「かまやつさんに喧嘩をさせられた」と述べている。
「我が良き友よ」は出来がいいと前評判が高く、拓郎の周囲の人間は、拓郎自身にレコードを吹き込ませようと強くプッシュしたが、拓郎が「ムッシュにプレゼントしたい」と聞かず、「ムッシュが気に入ってくれないなら返してもらうから」と話していたが、かまやつも大いに気に入り、拓郎の周りはガッカリした。
かつての人気グループサウンズ・ザ・スパイダースの一員ながら、田辺昭知は田辺エージェンシーを設立し社長として活躍。堺正章と井上順はテレビで大活躍、大野克夫と井上孝之も音楽活動で活躍中なのにかまやつは、日本の歌謡界に絶望していたといわれ、何でも屋（マルチタレント）のようになり、歌はまともに歌っていなかった。ようやく歌う気になったかまやつにとっても正念場だった。高宮昇東芝EMI社長がラジオスポットCMに出馬するほどの力の入れ方だった。
東芝EMIディレクターの新田和長は、この曲を聴いて「絶対にヒットする」と確信したという。

### 影響
レコーディングは拓郎とかまやつの二人でやった。イントロのリードギターは高中正義によるものである。歌詞に出てくる蛮カラ風の大学生は吉田の広島商科大学（現広島修道大学）時代の同級生がモデルであるが、歌のモデルは吉田と思われることも多く、吉田がブティックに立ち寄った時、店員から「あれ?今日は下駄じゃないんですか?」と言われたという。またかまやつは、あえて誰も思いつかないような時代にミスマッチ的な曲を書いた拓郎のヒット曲に対する拓郎の独特な感性や先見性にも改めて感心させられた。当時はまだ音楽プロデューサーという職種が音楽業界では理解されていなかった。また歌謡曲の世界では編曲家が重宝されていたが、フォークやロックではアレンジャーの認識はまだ低いものだった。「我が良き友よ」の編曲を担当していたのは瀬尾一三だった。瀬尾はここから編曲家として名を上げていき、拓郎や中島みゆき作品で重要な役割を果たして、プロデューサーとして認められていった。
後に吉田は『みんな大好き』(「吉田拓郎とLOVE2 ALL STARS」名義)でセルフカバーした。

### B面
一方、かまやつは自身のイメージにそぐわないA面曲の代わりに、カップリング曲の「ゴロワーズを吸ったことがあるかい」では思い切り好きなことをやらせてもらうことにしたという。折も折、当時かまやつがファンだったタワー・オブ・パワーが来日しており、バックをやってもらえないかとダメもとで依頼したところ、快諾され共演が実現した。この曲は当初から評価は高かったが、1990年代のアシッド・ジャズブームで再評価され、かまやつの代表曲の一つとなった。

## 収録曲
1. 我が良き友よ
  - 作詞・作曲：吉田拓郎　編曲：瀬尾一三
2. ゴロワーズを吸ったことがあるかい
  - 作詞・作曲：かまやつひろし　編曲：Greg Adams

## カバーしたアーティスト
我が良き友よ
- ザ・ベンチャーズ（1975年）
- 山本リンダ（1975年、アルバム『Linda MEMORY TOP～ウブウブ～』に収録）
- 三浦義和、こおろぎ'73（1983年、イメージ・アルバム『摩利と新吾』に収録）
- 吉田拓郎とLOVE2 ALL STARS（1997年、セルフカバーアルバム『みんな大好き』に収録）
- 天童よしみ（2002年のアルバム『天童よしみ歌心名曲選 1』、2009年のアルバム『エンカのチカラ -GOLD 70's-』に収録）
- 鳥羽一郎（2007年、アルバム『時代の歌 IV』に収録）
- 南こうせつ（2009年、ライヴ･アルバム『サマーピクニックフォーエバー in つま恋』に収録）
- 内山田洋とクール・ファイブ（2011年、アルバム『ザ・歌謡コーラス』に収録）
- 吉幾三（2012年、アルバム『吉幾三 あの頃の青春を詩う』に収録）
- 島津亜矢（2019年、アルバム『SINGER 6』に収録）

※このほか、レコード化はされていないが関根勤が、ジャイアント馬場や水森亜土など彼のものまねレパートリーで吹き込んだ音声テープがTBSラジオ『コサキンDEワァオ!』内で放送された。
ゴロワーズを吸ったことがあるかい
- 小田和正（2005年、DVD『風のようにうたが流れていた』収録） - かまやつとのセッション
- おおはた雄一（2008年、カバーアルバム『SMALL TOWN TALK ～“アコースティック・ライフ”カバーズ～』収録）
- Lost Color People（2008年、ライブアルバム『LCP LIVE!』収録）
- 和幸（2009年、アルバム『ひっぴいえんど』収録）
- Bank Band（2009年、DVD『ap bank fes '10』収録） - かまやつとのセッション
- オルケスタ・リブレとおおはた雄一（2012年、アルバム『うたのかたち〜UTA NO KA・TA・CHI (Yellow Disc)』）
- SHOW-YA（2017年、アルバム『THE BEST ROCKS』収録）

## 我が良き友よ 人生は愉快じゃないか（ワニの本）
「我が良き友よ」のヒットを受けて、1975年（昭和50年）に発行されたかまやつひろしの本。
アーティスト仲間のエピソードを中心に、エッセイ話と、オリジナルの短編小説3話などが掲載されている。
帯に、井上陽水、落合恵子、小室等のコメントが載る。

### 登場する有名人
- 井上陽水、遠藤賢司、吉田拓郎、高田渡、三上寛、泉谷しげる、赤木圭一郎、加川良、リリィ、堺正章、井上順、加瀬邦彦、内田裕也、悠木千帆（樹木希林）、萩原健一、沢田研二、和田アキ子、ガロほか

### 制作スタッフ
- カバー・デザイン：川上成夫
- 写真：田村仁
- 協力：東芝EMI
- 本文イラスト：ヒサクニヒコ、下島哲朗
- 本文写真：清水彰
- エディトリアル・デザイン：宗村友也